# Messier 58
Messier 58 (M58 o NGC 4579) és una galàxia espiral, de tipus Sbc, situada en la constel·lació de la Verge. Va ser descoberta per Charles Messier el 1779.
M58 és una de les 4 galàxies espirals barrades del catàleg Messier (les altres són M91, M95, i M109), encara que algunes vegades es classifica com a intermèdia entre galàxia normal i barrada. Es tracta d'una de les galàxies més brillants del cúmul de la Verge (Nearby Galaxies Catalog de R. Brent Tully).
Charles Messier va descobrir M58, juntament amb les galàxies el·líptiques aparentment veïnes M59 i M60 mentre seguia el cometa de 1779. Va ser una de les primeres galàxies espirals recunegudes com a tals. Va ser citada també per Lord Rosse com a formant part de les 14 nebuloses espirals descobertes el 1850.

## Observació

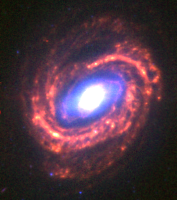
M58 vista amb infraroig pel telescopi espacial Spitzer

Amb instruments petits, s'assembla a les galàxies el·líptiques del cúmul de la Verge, només es veu el seu nucli brillant. Amb telescopis de 10 cm o més, es pot distingir un halo brillant amb condensacions que semblen coincidir amb les regions lluminoses dels braços espirals. A partir de 20 cm, es pot endevinar la barra com una «extensió del nucli central en la direcció est-oest» (Kenneth Glyn Jones).
En M58 s'han observat dues supernoves:
- 1988A de tipus II, trobada per Ikeya el 18 de gener de 1988, a 40" al sud del nucli amb una magnitud de 13,5.
- 1989M de tipus I, descoberta per Kimeridze el 28 de juny de 1989, 33" al nord i 44" a l'oest del centre de M58, amb una magnitud de 12,2.